# Нижний Алльгой
Нижний Алльгой (нем. Unterallgäu) — район в Германии. Центр района — город Миндельхайм. Район входит в землю Бавария. Подчинён административному округу Швабия. Занимает площадь 1229,2 км². Население — 135 708 чел. Плотность населения — 110 человек/км².
Официальный код района — 09 7 78.
Район подразделяется на 52 общины.

## Города и общины

Муниципалитеты района Нижний Алльгой (Бавария)

Города
1. Бад-Вёрисхофен (13 909)
2. Миндельхайм (14 162)

Ярмарки
1. Бабенхаузен (5 284)
2. Бад-Грёненбах (5 160)
3. Дирлеванг (2 123)
4. Кирххайм-ин-Швабен (2 544)
5. Легау (3 102)
6. Маркт-Вальд (2 319)
7. Маркт-Реттенбах (3 701)
8. Оттобойрен (8 048)
9. Пфаффенхаузен (2 367)
10. Туссенхаузен (2 963)
11. Тюркхайм (6 642)
12. Эркхайм (2 987)

Свободные от управления общин
Общины
1. Амберг (1 302)
2. Апфельтрах (971)
3. Беннинген (2 094)
4. Бёэн (690)
5. Бос (1 961)
6. Брайтенбрунн (2 306)
7. Буксхайм (3 049)
8. Вестерхайм (2 073)
9. Видергельтинген (1 380)
10. Винтерриден (908)
11. Вольфертшвенден (1 855)
12. Воринген (1 844)
13. Зальген (1 443)
14. Зонтхайм (2 501)
15. Каммлах (1 835)
16. Кеттерсхаузен (1 747)
17. Кирхгаслах (1 287)
18. Кронбург (1 714)
19. Лаубен (1 338)
20. Лаутрах (1 187)
21. Лахен (1 394)
22. Меммингерберг (2 582)
23. Нидерриден (1 273)
24. Оберриден (1 253)
25. Обершёнегг (967)
26. Плес (864)
27. Рамминген (1 380)
28. Трункельсберг (1 784)
29. Унгерхаузен (1 062)
30. Унтерэгг (1 348)
31. Фелльхайм (1 220)
32. Хаванген (1 239)
33. Хаймертинген (1 713)
34. Хольцгюнц (1 133)
35. Штеттен (1 374)
36. Эгг-ан-дер-Гюнц (1 136)
37. Эпписхаузен (1 858)
38. Этринген (3 335)

Объединения общин
Управление Бабенхаузен
Управление Бад-Грёненбах
Управление Бос
Управление Дирлеванг
Управление Иллервинкель
Управление Кирххайм (Швабия)
Управление Меммингерберг
Управление Оттобойрен
Управление Пфаффенхаузен
Управление Тюркхайм
Управление Эркхайм

## Население
По оценке на 31 декабря 2015 года население района Нижний Алльгой составляет 140 419 чел. 

| Дата      | 1840  | 1871  | 1900  | 1925  | 1939  | 1950   | 1961   | 1970   | 1987   | 2011   |
| --------- | ----- | ----- | ----- | ----- | ----- | ------ | ------ | ------ | ------ | ------ |
| Население | 58780 | 60347 | 69170 | 78475 | 78132 | 117358 | 104927 | 111531 | 115770 | 135161 |

| Год       | 1960   | 1970   | 1980   | 1990   | 2000   | 2009   | 2010   | 2011   | 2012   | 2013   | 2014   | 2015   |
| --------- | ------ | ------ | ------ | ------ | ------ | ------ | ------ | ------ | ------ | ------ | ------ | ------ |
| Население | 104047 | 112078 | 114794 | 121157 | 133709 | 135286 | 135366 | 135597 | 136383 | 137484 | 138712 | 140419 |